# Via Manzoni
La Via Manzoni es una calle del centro de Milán que forma parte del Quadrilatero della moda y está considerada una de las zonas más lujosas de la ciudad, además de uno de los mayores centros de la alta moda a nivel mundial. La Via Manzoni empieza en la Piazza della Scala y termina en la Porta Nuova.
Antes de haber sido dedicada a Alessandro Manzoni se llamaba, en el tramo desde la Piazza della Scala hasta el cruce entre la Via Croce Rossa y la Via Montenapoleone, Corsia del Giardino, y desde ese mismo cruce hasta Porta Nuova, Corso di Porta Nuova. En el siglo XIX estaba considerada la calle más lujosa de Milán y una de las más lujosas de Europa.

## Edificios de interés
En el lado derecho:
- en los números 2 y 4 el Palazzo della Banca Commerciale Italiana, construido entre 1905 y 1911 según el proyecto de Luca Beltrami,[3] actualmente sede de las Gallerie d'Italia;
- en los números 6 y 8 el Palazzo Brentani
- en el número 10 el Palazzo Anguissola
- en el número 12 el Museo Poldi Pezzoli, construido entre 1853 y 1854 según el proyecto de Giuseppe Balzaretto.[4]
- en el número 18 el Palazzo Olivazzi
- en el número 26 la Iglesia de San Francesco di Paola[5]
- en los números 28-32 el Palazzo Gallarati Scotti
- en los números 40 y 42 el Teatro Manzoni, teatro histórico que data de 1870

En el lado izquierdo:
- en el número 7 el Hotel Continentale
- en el número 21 un edificio de oficinas construido en 1929 según el proyecto de Antonio Carminati;[6]
- en el número 29 el Grand Hotel et de Milan, construido entre 1864 y 1865 según el proyecto de Andrea Pizzala;[7]
- en el número 31 el Armani Hotel en un edificio que contiene además oficinas, viviendas, tiendas y un cine, construido entre 1947 y 1948 según el proyecto de Enrico Agostino Griffini;[8]
- en los números 41 y 41a el Palazzo Borromeo d'Adda